# Talmudisches Dorf Katzrin

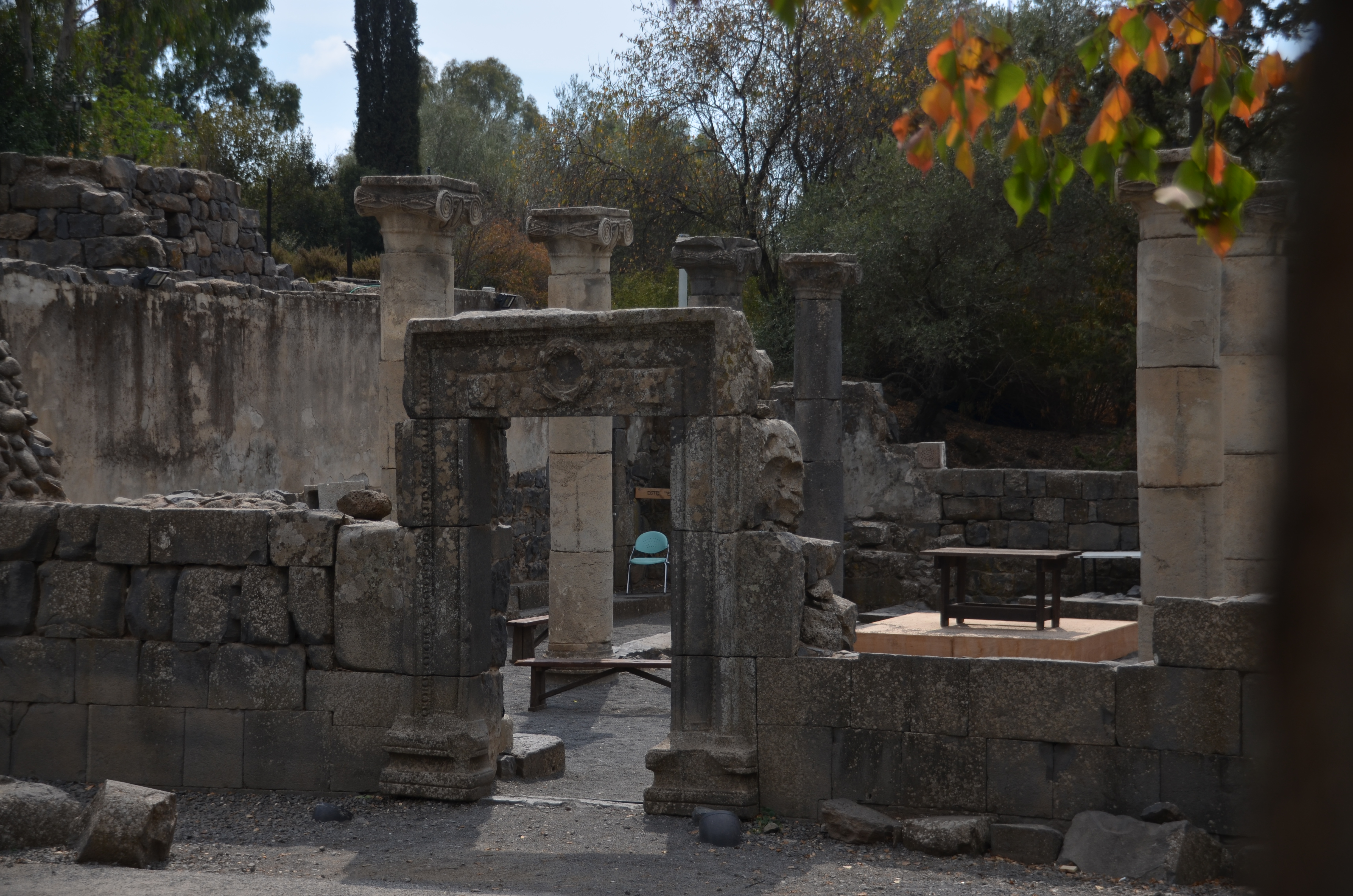
Synagoge von Katzrin

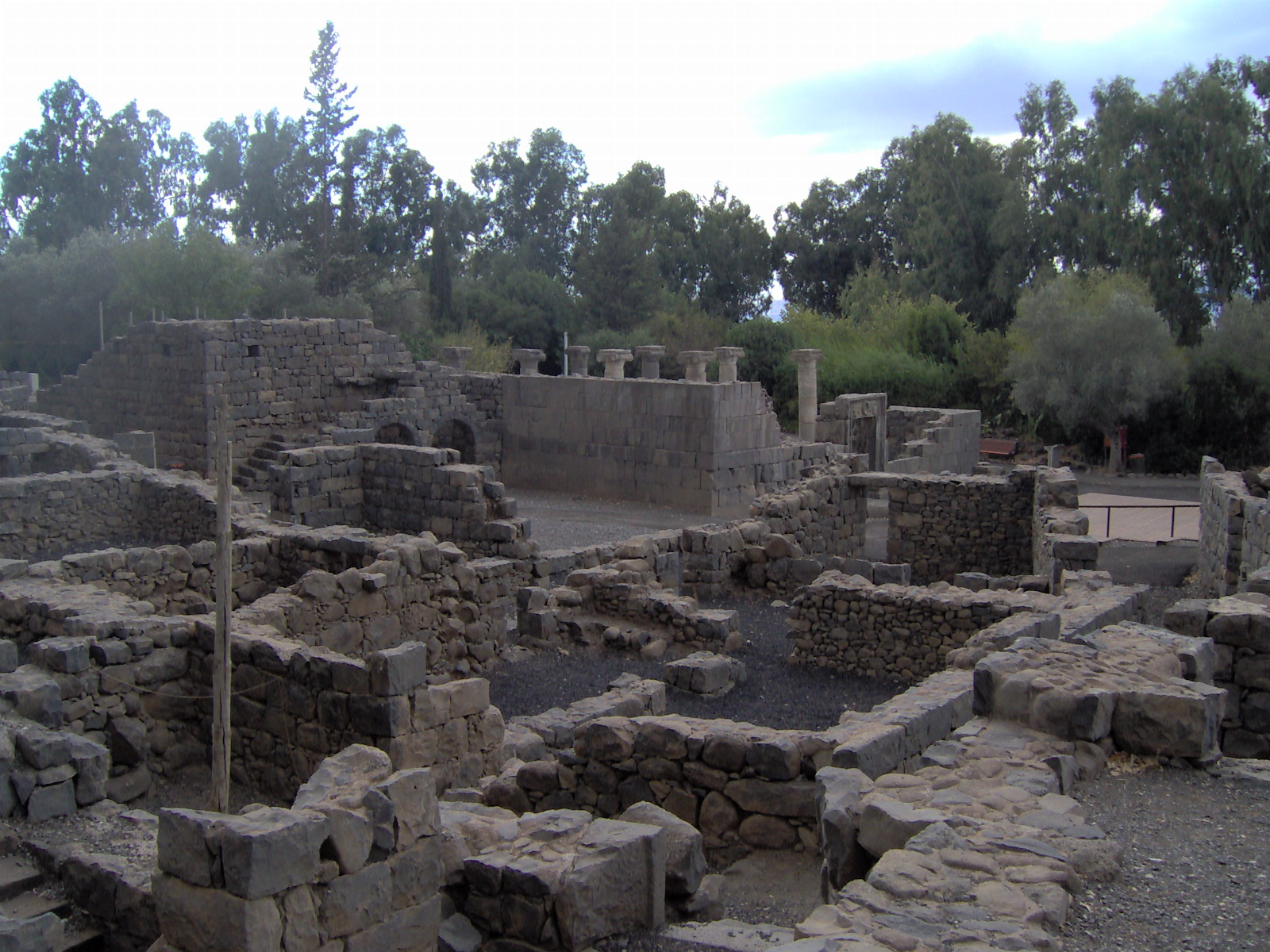
Ausgegrabene Reste von Wohnhäusern, dahinter die Synagoge

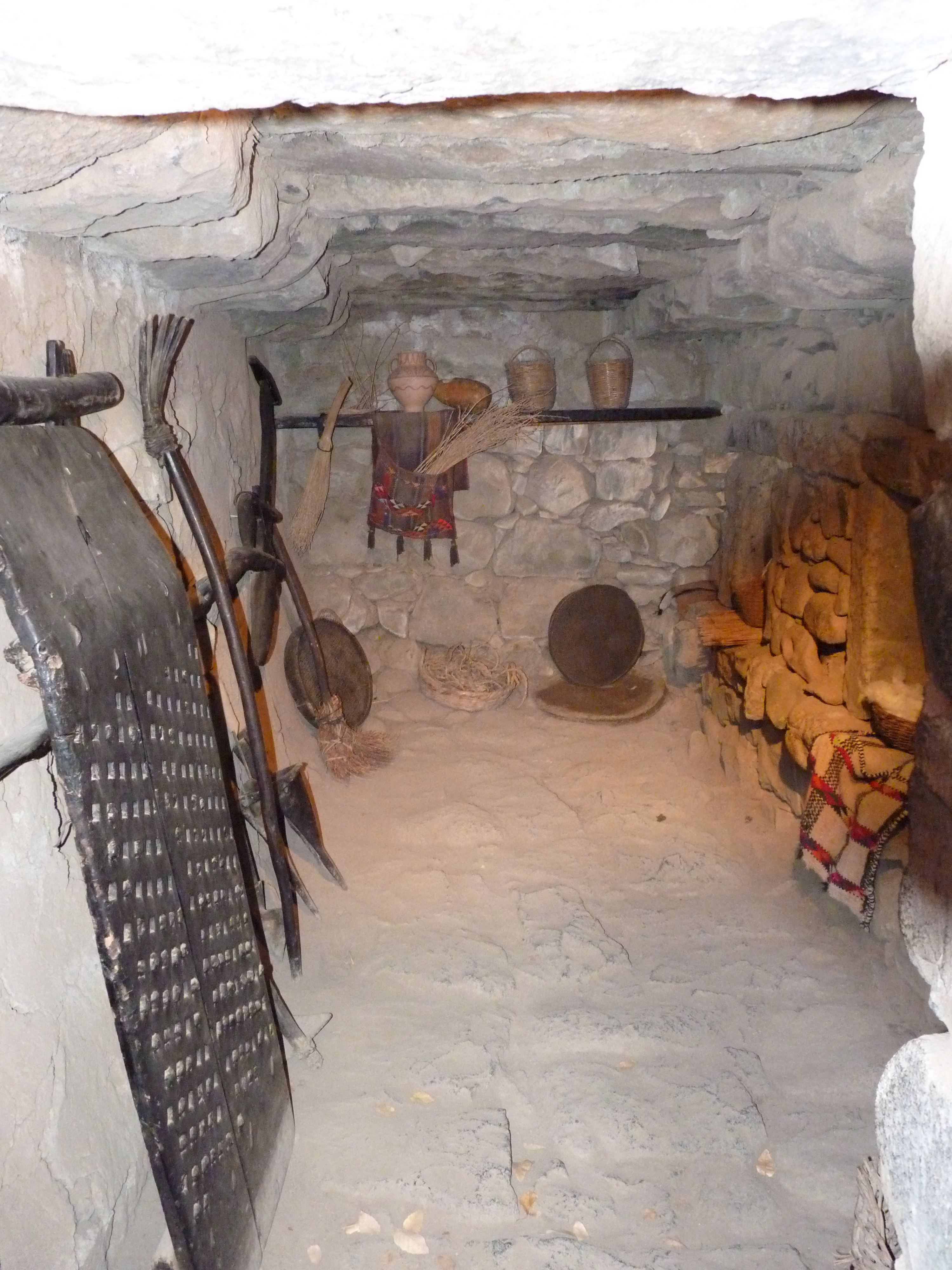
Vorratsraum mit Repliken von landschaftlichem Gerät; im Vordergrund: Dreschschlitten

Das Talmudische Dorf Katzrin ist ein Freilichtmuseum nahe der israelischen Siedlung Katzrin auf den 1967 von Israel besetzten und 1981 annektierten Golanhöhen. Völkerrechtlich gehört das Gebiet zu Syrien.
Das Freilichtmuseum widmet sich dem Alltag in byzantinischer Zeit. Katzrin ist eines von etwa 30 jüdischen Dörfern, die es in der byzantinischen Periode auf dem Golan gegeben hatte und besitzt die am besten erhaltene Synagoge.

## Grundlagen der Rekonstruktion
Außer den archäologischen Befunden aus Katzrin wurden weitere Quellen zur Rekonstruktion des Dorfes genutzt:
Im Süden Syriens und im Golan gibt es Gebäude aus byzantinischer Zeit, die bis zur Höhe des zweiten Stockwerks erhalten sind, in Katzrin ist dies nicht der Fall. Da man aber ein Wohnhaus bis zum Dach rekonstruieren wollte, nutzte man diese Parallelen.
Rabbinische Quellen waren für das Konzept des Talmudischen Dorfes wichtig. Ann Killebrew und Steven Fine als archäologische bzw. judaistische Berater des Projekts räumten ein, dass die Einwohner von Katzrin Dörfler und Bauern, aber keine Gelehrten waren. Man weiß nicht, ob sie ihren Alltag nach den Regeln gestalteten, die im Talmud niedergelegt sind.
Ethnographisches Material aus drusischen Dörfern im Golan wurde für die Einrichtung der rekonstruierten Räume ebenfalls zu Rate gezogen.

## Synagoge
Die Synagoge wurde im 4. Jahrhundert gebaut und im 6. Jahrhundert erweitert. Sie blieb in Benutzung, bis das Dorf im 8. Jahrhundert aufgegeben wurde. Das Erdbeben von 747 war zusammen mit der sich allgemein verschlechternden wirtschaftlichen Situation wohl der Anlass dafür, dass die Einwohner Katzrin verließen.
Das Gebäude hat einen trapezförmigen Grundriss von etwa 17,6 × 15,3 Metern. Wegen des Mangels an Bauholz in der Region wurde es ganz aus Basaltsteinen errichtet; die Mauern stehen noch bis zu einer Höhe von drei Metern. Die Schwelle über dem Haupteingang ist besonders verziert. Sie zeigt einen Kranz mit einem Heraklesknoten und beiderseits davon Granatäpfel und Amphoren. Zwei Reihen von je vier Säulen gliedern den Innenraum. Die Synagoge des 6. Jahrhunderts besaß einen Mosaikfußboden, der bei einer späteren Renovierung mit weißem Estrich überdeckt wurde. An der nach Jerusalem weisenden Wand führten Stufen zu einer steinernen Plattform (Bima) empor, auf der, wie man annimmt, der Toraschrein stand. Unter der Plattform gab es einen niedrigen Raum, für den eine Nutzung als Geniza erwogen wird.

## Wohnhäuser
Östlich der Synagoge ergruben die Archäologen Reste von drei Wohnhäusern. In byzantinischer Zeit waren dies Ensembles aus bis zu 15 untereinander verbundenen Räumen, in denen eine Großfamilie beisammen wohnte. Die Anlage folgte keinem bestimmten Plan, sondern entsprach den Bedürfnissen der jeweiligen Familie. Den Kern des Ensembles bildete das Triklinium, ein größerer Raum, in dem die Familie zusammenkam. Aus der Mischna kennt man den „tyrischen“ Innenhof, der an drei Seiten von Gebäuden umgeben ist. Eine solche Hofanlage gab es auch in Katzrin, hier fanden die Archäologen einen Münzhort. Die etwa 9000 Bronzemünzen der Zeit um 350 n. Chr. stellen wegen der damaligen Inflation keinen sehr hohen Wert dar.
Die Inneneinrichtung erforderte die Anfertigung von Repliken der Alltagsgegenstände aus Keramik, Metall und Holz. Als Anschauungsmaterial wurden hierzu die organischen Funde aus den Höhlen nahe Jericho und am Toten Meer genutzt, außerdem antike Darstellungen solcher Objekte auf Mosaiken oder Fresken, schließlich die drusische Dorfkultur.
Am Eingang des rekonstruierten, sogenannten Hauses von Rabbi Akun sieht der Besucher zwei Backöfen, Getreidemühlen und Wasserbehälter. Der erste Raum, den man betritt, ist eine Küche von der Art, die der Talmud megerion nennt. Von dort aus gelangt man in das Triklinium, wo es eine Sitzgruppe um einen Holztisch gibt. Außer diesem repräsentativen Bereich, wo man Gäste empfing, gab es Vorratsräume sowie Schlafräume im Obergeschoss, die per Leiter erreichbar waren.